# Comté de Roberts (Texas)
Pour les articles homonymes, voir Comté de Roberts.
Le comté de Roberts (anglais : Roberts County) est un comté situé dans le nord de l'État du Texas aux États-Unis. Le siège du comté est Miami. Selon le recensement de 2020, sa population est de 827 habitants. Le comté a une superficie de 2 394 km2, dont la presque totalité en surfaces terrestres.
Le comté doit son nom au gouverneur Oran Milo Roberts.

## Comtés adjacents
| Comté de Hansford   | Comté d'Ochiltree | Comté de Lipscomb |
| Comté de Hutchinson | comté de Roberts  | Comté de Hemphill |
| Comté de Carson     | Comté de gray     | Comté de Wheeler  |

## Démographie
Le siège du comté est Miami. Sa superficie est de 2 394 km2. Selon le  recensement de 2010, sa population est de 929 habitants.
| Groupe            | Comté de Roberts | Texas | États-Unis |
| ----------------- | ---------------- | ----- | ---------- |
| Blancs            | 93,8             | 70,4  | 72,4       |
| Autres            | 3,6              | 10,6  | 6,4        |
| Métis             | 2,1              | 2,7   | 2,9        |
| Amérindiens       | 0,3              | 0,7   | 0,9        |
| Asiatiques        | 0,2              | 3,8   | 4,8        |
| Afro-Américains   | 0,1              | 11,9  | 12,6       |
| Total             | 100              | 100   | 100        |
|                   |                  |       |            |
| Latino-Américains | 8,0              | 37,6  | 16,7       |

## Élections
Lors de la présidentielle de 2012, les comtés où le vote conservateur furent le plus important sont :
- Premier, le comté de King (Texas) avec 95,9% de voix pour Mitt Romney soit 139 voix contre 5 pour Barack Obama
- Second, le comté de Madison (Idaho) avec 93,3% de voix pour Mitt Romney soit 13 445 voix contre 832 pour Barack Obama
- Troisième, le comté de Roberts (Texas) avec 92,94 % de voix pour Mitt Romney soit 408 votes pour le républicain et 25 pour le candidat démocrate[4].
- Quatrième le comté de Sterling (Texas) avec 92,91% de voix pour Mitt Romney, soit 459 voix contre 31 pour Barack Obama.
- Cinquième, le comté de Franklin  (Idaho) avec 92,8% de voix pour Mitt Romney soit 5 195 voix contre 325 pour Barack Obama

Lors de la présidentielle de 2016, avec 95,3 % des voix pour Donald Trump contre 3,6 % pour Hillary Clinton, le comté de Roberts est le premier comté américain en termes de vote républicain, le second étant le comté de King (93,7 %) situé également au Texas. Le troisième, le comté de Leslie dans le Kentucky (89,4 %). Le quatrième la paroisse de La Salle en Louisiane (88,8 %). Le cinquième la paroisse de Cameron situé également en Louisiane (88,2 %).
Lors des élections présidentielles de 2020, le comté a encore été le plus généreux en faveur de Donald Trump de tout le pays avec 529 voix données au candidat républicain, contre 17 données à son adversaire démocrate Joe Biden, soit 96,2 % des voix.